# Dècada del 1560 aC
Resum dels esdeveniments de la dècada del 1560 aC:

## Esdeveniments
- 1567 aC, mort el faraó Kamosis. El succeeix el seu fill o gendre Ahmosis I que funda la Dinastia XVIII, la primera del Nou Imperi.
- 1566 aC, primera expedició d'Ahmosis I a Núbia
- 1565 aC, segona expedició d'Ahmosis I a Núbia
- 1564 aC, tercera expedició d'Ahmosis I a Núbia, submissió parcial del país
- 1561 aC Ahmosis I ataca als hicsos i els derrota a Taqemt (al sud d'Àvaris) i al llac Zedka. Àvaris queda assetjada
- 1560 aC, Àvaris capitula i els hicsos fugen a Canaan; perseguits, són atrapats a Sharuren on van quedar assetjat durant uns tres anys, així com a altres fortaleses com Jericó, que seran conquerides pels egipcis.
- 1560 aC, mort de Hantilis i assassinat del seu fill Pisheni pel gendre del rei, Zidantas I, que ocupa el tron.

## Personatges destacats
- Amosis I, faraó i fundador de la 18a dinastia